# Accident Man
Accident Man ist ein US-amerikanischer Actionfilm aus dem Jahr 2018 des Regisseurs Jesse V. Johnson. Er basiert auf einer britischen Comicserie von Pat Mills und Tony Skinner.

## Inhalt
Mike Fallon ist ein Profikiller, der darauf spezialisiert ist, seine Aufträge wie Unfälle aussehen zu lassen. Nachdem er erfolgreich den Buchhalter Archie Rudd ermordet hat, erhält er einen Anruf von Milton, der ihm und seinen Kollegen die Aufträge zuteilt. Er lässt Mike wissen, wo er seine Bezahlung für den ausgeführten Mord in Empfang nehmen soll. Mike wird in einen Hinterhalt gelockt, kann den Angreifer aber spielend überwältigen und töten. Jetzt wendet sich Mike gegen Milton und seine ehemaligen Kollegen. Im Laufe seines Rachfeldzuges erfährt Mike, dass seine Freundin Beth im Auftrag eines gewissen Leonard Kent ermordet wurde, weil sie belastendes Material über die korrupte Firma Pankot Petroleum zusammengetragen hatte. Kent hatte den Auftrag an Milton gegeben. Beth hatte die Information von Archie Rudd, den Mike eingangs tötete. Letztendlich kann Mike Kent, dessen Auftraggeber und auch zahlreiche seiner alten Kollegen töten. Am Ende des Films stellt er noch Milton zur Rede. Er spielt ihm eine Aufnahme von Kent vor, die beweist, dass Milton selber den Mord an Mike beauftragt hat. Mike klebt seinem letzten Opfer ein vergiftetes Pflaster auf, wodurch Milton langsam stirbt.

## Produktion
Der Film wurde unter der Leitung von Link Entertainment und Six Demon Films produziert. Scott Adkins produzierte den Film nicht nur, sondern schrieb ebenfalls das Drehbuch und übernahm die Hauptrolle. Der Film wurde am 6. Februar 2018 veröffentlicht. 2022 erschien die Fortsetzung Accident Man: Hitman’s Holiday.

## Kritik
Auf Rotten Tomatoes hat der Film eine Punktzahl von 83 % basierend auf sechs Kritiken mit einer durchschnittlichen Bewertung von 5,7 / 10. Fred Topel von We Live Entertainment hofft auf jeden Fall, dass es mehr Accident-Man-Filme geben werde, vor allem auf weitere von und mit Scott Adkins. Das Comic-Universum biete Adkins genug Raum, sich entfalten und austoben zu können. Sol Harris äußert bei Starburst, dass der Film trotz all seiner Mängel durch die charmante Besetzung und seine Komik funktioniere.

„[…] Ein simpel gestrickter Actionfilm mit Humor-Einschlägen, der durch souveräne Inszenierung seiner Kampfchoreografien überzeugt.“